# Liste des évêques de Bisaccia
Le diocèse de Bisaccia est un diocèse italien en  Campanie avec siège à Bisaccia. Le diocèse est fonde au  XIIe siècle. En 1513 le diocèse de Sant'Angelo dei Lombardi est uni avec le diocèse de Bisaccia aeque principaliter dans le diocèse de Sant'Angelo dei Lombardi et Bisaccia.  En 1921 le diocèse est uni aeque principaliter avec l' archidiocèse de Conza dans l'archidiocèse de  Conza, Sant'Angelo dei Lombardi et Bisaccia avec siège à Sant'Angelo dei Lombardi.

## Évêques
- Riccardo † (1179)
- Lodato † (30 septembre 1254 - ?)
- Zacharie † (1265 - 1282 )
- Benoît † (1282 - 20 avril 1288)
  - Manfred † (2 juin 1291 - ?) (administrateur apostolique)
- François † (? - 3 juillet 1310 )
- Jacques † (19 mars 1311 - 1328 )
  - Jean Ier, O.F.M. † (20 mars 1329 - 1329)
- Francesco Bestagno, O.P. † (11 septembre 1329 - 1351 )
- Nicolas Ier, O.P. † (27 juin 1351 - ?)
- Benedetto Colonna † (1353 - ?)
- Jean II † (? - 13 septembre 1364)
- Constantin de Termoli, O.E.S.A. † (26 mars 1365 - 3 novembre 1368 )
- Étienne  † (1368 - 1369 )
- Francesco de Capite, O.F.M. † (21 février 1369 - ? )
  - Siffredo Reynardi, O.E.S.A. † (17 août 1385 - ?) (anti-évêque)
- Nicolas II † (9 juin 1386 - ?)
- Léon † (21 août 1389 - ?)
- Giovanni Angeli † (13 juin 1410 - ? )
- Guglielmo Nicolai † (3 novembre 1428 - ? )
- Petruccio de Migliolo † (12 juin 1450 - 30 janvier 1463)
- Martino de Maggio † (8 avril 1463 - 24 août 1487 )
- Bernardino Barbiani † (24 août 1487 - ?)
- Gaspare de Corbara † (12 novembre 1498 - 23 décembre 1517 )